# Markławka
Markławka (niem. Marklack) – osada w Polsce położona w województwie warmińsko-mazurskim, w powiecie kętrzyńskim, w gminie Barciany, w sołectwie Rodele.

## Historia
Markławka założona została w roku 1342 jako wieś chłopska zamieszkana przez Prusów. Z czterech włók ziemi wystawiano tu dwie służby rycerskie. W Markławce był młyn wodny i karczma. W 1461 powstał tu majątek ziemski na prawie magdeburskim o powierzchni siedmiu włók.
W 1818 roku w Markławce było 6 domów, w których mieszkało 78 osób. W 1913 wieś (jako folwark) należała do Skierek.
Po II wojnie światowej utworzono tu PGR. W roku 1970 we wsi było 87 mieszkańców.
W roku 1973 Markławka należała do sołectwa Skoczewo.
W latach 1975–1998 miejscowość administracyjnie należała do województwa olsztyńskiego.